# Elisabet Wisén-Jobs
Elisabet Wisén-Jobs, född 27 januari 1878 i Oskar, Kalmar län, död 1961 i Västanvik, Leksand, var en svensk textilkonstnär. Hon blev känd för sina blomsterrika broderier och var centralgestalten i konstnärskolonin Jobs.

## Biografi
Elisabet Wisén-Jobs var dotter till folkskolläraren och klockaren Gustaf Wisén och hans hustru och gift med musikern Anders Jobs och mor till sju barn, Kerstin, Mait, Lisskulla, Lisbet, Peer, Gitt och Gocken Jobs. Hennes konst består av broderier på egenhändigt vävda tyger ofta med blomstermotiv. Fadern var omtalad för sin trädgård som var fylld av ovanliga blommor och fruktträd. Hans trädgård kom att betyda mycket för Elisabet Wisén-Jobs konst, liksom den ålderdomliga trädgården med rabatter och rosenbuskar som omgav Klockargården i Falun, där hon bodde 1907–1925 med sin make.
Elisabet Wisén-Jobs fick sin grundläggande utbildning vid dåvarande Tekniska skolan där Sofia Gisberg var föreståndare och undervisade i bland annat konstsömnad. Det är okänt om Elisabet Wisén-Jobs avslutade sin utbildning, men det konstnärliga skapandet blev ett viktigt inslag i hennes fortsatta liv. Var hon än bodde målade och dekorerade hon väggar och tak med bilder, blommor och bårder. När hemmet var prytt arbetade hon åt andra på beställning. Hon målade tavlor, hon färglade kartor åt Bergslaget, tecknade åt modejournaler och målade en ”allmogemålning”, en variant av 1800-talets bonadsmålningar, till Konst- och industriutställningen i Norrköping 1906.
Äktenskapet med Anders Jobs som ingåtts 1901 upplöstes 1926. Av deras sju gemensamma barn kom alla utom två att ägna sig åt konstnärlig verksamhet. Inspirationen till deras yrkesval kom framför allt från modern Elisabet Wisén-Jobs. Sedan hon bosatt sig i Stockholm med de fyra yngsta barnen tog hennes konstnärliga bana en ny vändning. Redan under tiden i Falun hade hon börjat med de broderier som skulle ge henne berömmelse som konstnär och när dottern Lisbet Jobs kom in på Högre konstindustriella skolan (Tekniska skolan) valde hon att själv följa några av kurserna.
Sedan dottern fått sitt avgångsbetyg som keramiker 1930 kom Elisabet Wisén-Jobs att engagera sig i hennes verksamhet, särskilt som de båda yngre döttrarna Gocken Jobs och Gitt Jobs Hidle också valde den konstnärliga banan. Döttrarna blev snart framgångsrika och när keramikverkstaden inte längre räckte som försäljningskanal registrerade Lisbet Jobs 1934 Jobs keramik och textil och skaffade en butik på Norrlandsgatan 17 i Stockholm. För driften svarade modern Elisabet Wisén-Jobs som i butiken sålde döttrarnas alster och sina egna blomsterbroderier.
Elisabet Wisén-Jobs var en mästerlig brodös. Det sades om henne att hon alltid hade en linnebit och några garnändar i fickan. När helst hon hade en ledig stund broderade hon. Några förlagor behövdes inte. Hennes material var ett slätt tyg, som hon ofta själv vävt, och garner i ull, lin eller silke som hon fick från sin missionärssyster Gertrud i Indien. Hon arbetade improviserat med sin nål. Broderierna gick inte att efterlikna, de var skapade av en stark och konstnärlig personlighet.
Elisabet Wisén-Jobs blev på sin tid en av de främsta företrädarna för broderad konst. Hennes konst väckte uppmärksamhet och journalisten Ingrid af Ström lyckades övertala henne att bli medarbetare i tidningen Idun. Elisabet Wisén-Jobs broderier presenterades generöst i tidningen, ofta över hela uppslag. De mönster som läsarna fick var uppritade och påbörjade. De var målade för hand på tyget, inte kalkerade. Inget mönster blev därför fullständigt likt det andra. Det var, kan man säga, original som på detta sätt erbjöds läsekretsen. Under mer än ett årtionde medverkade hon med handarbeten i Idun. Bland mönstren fanns kuddar med hjärtformade kransar, små barnhättor med linnea, dukar med rosenknoppar och dukar med ängens vildflora, allt med en modern impressionistisk touche.
Elisabet Wisén-Jobs var även engagerad i utställningen När skönheten kom till byn på Nordiska Kompaniet, (NK), 1945, som blev döttrarnas genombrott som textila formgivare sedan de började överföra sina keramiska motiv till textil. Deras mönster för textil metervara var tryckta av Erik Ljungberg i Floda, medan brodern Peer Jobs svarat för tryckningen av schaletter och textila tavlor. På utställningen visades också broderier av Elisabet Wisén-Jobs samt vävnader av Gitt Jobs Hidle.
Försäljningen i Jobs keramik och textil pågick fram till början av 1940-talet och den återupptogs i Västanvik i Leksand, dit dottern Lisbet Jobs med familj flyttat 1943. Flera av familjemedlemmarna följde efter och Västanvik blev därefter hemort för det som kom att kallas konstnärskolonin Jobs. Elisabet Wisén-Jobs blev ett självklart centrum i det hus som hon lät uppföra för sig och dottern Gocken Jobs. Hennes roll i familjen beskrevs av Gustaf Näsström i Dagens Nyheter inför utställningen på NK: ”Kolonin har prägeln av ett upplyst matriarkat, där den familjära kärnan bildas av fru Elisabet Jobs, själv småländska men delaktig av gammalt dalablod genom sitt giftermål med musikdirektör Anders Jobs i Falun. Kring denna moderna ’Stormor i Dalom’ har sex döttrar och en son vuxit opp, och av denna plejad ägnar sig åtminstone sex åt konstnärlig verksamhet i någon form”.